# Thakur

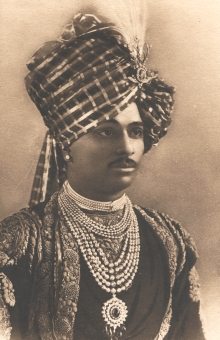
Thakur Lakhajirajsinhji II Bavajirajsinhji de Rajkot

Thâkur, Thakore ou Tāgore, est un patronyme porté par les membres de la caste kshatriya, nom de rang honorable et particulièrement présent dans l'ouest de l'Inde. 
C'est également un titre de noblesse signifiant "seigneur". Une thakurain est la femme d'un thâkur. Un thikana est un État dirigé par un thakur ou souvent la résidence du thakur.